# Vojislav Tankosić

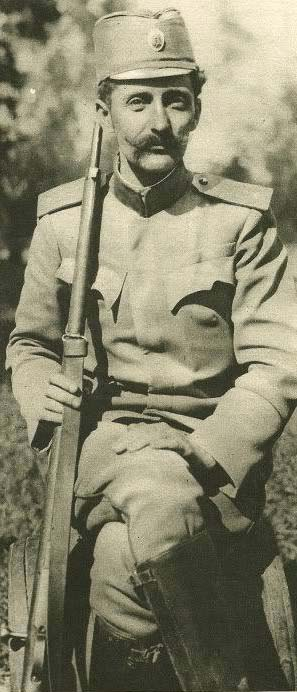
Vojislav Tankosić als Major der serbischen Armee (1914)

Vojislav Tankosić (serbisch-kyrillisch Војислав Танкосић, eingedeutscht Tankositsch; * 16. Oktober 1881 in Ruklada; † 2. November 1915 in Trstenik, Königreich Serbien) war ein serbischer Tschetnik, Armeeoffizier und führendes Mitglied des nationalistisch-terroristischen Geheimbunds Schwarze Hand.

## Leben
Tankosić war am Mai-Umsturz (Мајски преврат) 1903 beteiligt, bei dem der serbische König Aleksandar Obrenović ermordet wurde.
Während der Balkankriege erlangte Tankosić einen Ruf als herausragender Partisanenkämpfer.
Tankosić und Dragutin Dimitrijević waren 1911 an dem Attentat auf Kaiser Franz Josef beteiligt. Dieses schlug aber fehl und sie wandten sich dem Thronfolger und Erzherzog Franz Ferdinand zu. Die Männer waren besorgt über Ferdinands Pläne, den Südslawen Zugeständnisse zu machen. Die Führer der Schwarzen Hand befürchteten, dass ein unabhängiger serbischer Staat in diesem Fall schwieriger zu erreichen sein würde. Als Dimitrijević hörte, dass Erzherzog Franz Ferdinand plante, Sarajevo im Juni 1914 zu besuchen, schickte er drei Mitglieder der Schwarzen Hand, Gavrilo Princip, Nedjelko Čabrinović und Trifko Grabež aus Serbien, um ihn zu ermorden. Nikola Pašić, der Regierungschef von Serbien, hörte von der Verschwörung und gab Anweisungen für die Verhaftung der drei Männer. Seine Befehle wurden jedoch nicht ausgeführt und Erzherzog Franz Ferdinand wurde ermordet.
Mehrere Mitglieder der Schwarzen Hand, die von den österreichischen Behörden verhört wurden, behaupteten, dass drei Männer aus Serbien, Tankosić, Dragutin Dimitrijević und Milan Ciganović, die Verschwörung organisiert hätten. Am 25. Juli 1914 forderte die österreichisch-ungarische Regierung die serbische Regierung auf, die Männer zu verhaften und nach Wien vor Gericht zu stellen. Am 25. Juli 1914 teilte der serbische Ministerpräsident Nikola Pašić der österreichisch-ungarischen Regierung mit, dass er diese drei Männer nicht ausliefern könne, da dies „eine Verletzung der serbischen Verfassung und strafbar“ wäre. Drei Tage später erklärte Österreich-Ungarn Serbien den Krieg.
Während des Ersten Weltkriegs führte er eine Abteilung Freiwilliger. Bei Veliki Popović wurde er tödlich verwundet.